# Landschaftsschutzgebiet Wenden-Drolshagen, Typ B
Das Landschaftsschutzgebiet Wenden-Drolshagen, Typ B mit 8.875 Hektar Größe liegt im Kreis Olpe. Es wurde 2006 durch den Kreistag des Kreises Olpe als Landschaftsschutzgebiet (LSG) vom Typ B (Besonderer Landschaftsschutz: „Schutz prägender Wiesentäler und besonderer Funktionsräume“) mit dem Landschaftsplan Nr. 4 Wenden-Drolshagen ausgewiesen. Das LSG befindet sich auf den Gebieten von Wenden und Drolshagen. Das LSG geht bis an Siedlungsränder.

## Beschreibung
Das LSG umfasst Wiesentäler und anderes Grünland in Wenden und Drolshagen. 

## Schutzzweck
Die Ausweisung erfolgte zur Sicherung und Erhaltung der natürlichen Erholungseignung und der Leistungsfähigkeit des Naturhaushaltes gegenüber den vielfältigen zivilisatorischen Ansprüchen an Natur und Landschaft. Ferner zum Schutz der Wiesentäler und der dortigen Fließgewässer.

## Rechtliche Vorschriften
Im Landschaftsschutzgebiet ist unter anderem das Errichten von Bauten und das ableiten von Grundwasser, auch bei Staunässe, verboten. Auch Erstaufforstungen und auch die Neuanlage von Weihnachtsbaumkulturen, Schmuckreisig- und Baumschulkulturen sind verboten.